# معركة شاراه
وقعت معركة شاراه (١٢-١٧ مارس ١٩١٨) أو حملة شاراه بين المتطوعين الآشوريين بقيادة آغا بطرس ومالك خوشابا من جهة ، ورجال قبيلة شكاك بقيادة سمكو شكاك من جهة أخرى، انتقامًا لاغتيال مار بنيامين شمعون. كان سمكو شكاك، المسؤول عن اغتيال البطريرك الآشوري مار شمعون، يقيم في القلعة. لم تُفتح القلعة أبدًا رغم محاولات عديدة من الحكومة الإيرانية.

## خلفية
في مارس 1918، اغتيل مار شمعون والعديد من حراسه الشخصيين البالغ عددهم 150 حارسًا على يد سمكو شكاك (إسماعيل آغا شكاك)، وهو آغا كردي، في بلدة كوهناشهير في سالماس (بلاد فارس) تحت علم الهدنة. بعد وفاة مار شمعون، شنت القوات الآشورية بقيادة آغا بطرس هجومًا على مدينة كوهنا شهير التي كان يعيش فيها سمكو، وقصفتها بالمدفعية الثقيلة، مما أسفر عن مقتل ما يقرب من 1500 كردي. وقد فوجئ سمكو، فهرب من المدينة وهرب إلى شاراه، حيث اندلعت معركة شاراه لاحقًا.

## معركة
من مارس، كما أخبرهم القادة العسكريون في رسالة إلى سورما ديبيت مار شمعون. ولكن في ذلك الشهر، نُظمت مجموعات من الحراس من قوات سلاماس على تلك الجبال العالية بحثًا عن جنود أورميا الآشوريين في انتظار هجوم شاراه.
في 15 مارس، أصدر سورما ديبيت مار شمعون وشقيقها داود مار شمعون وبالكونيك كوندرياتوف والضابط فالوديا أمرًا في 16 مارس مفاده أنه يجب مهاجمة الأجزاء المتبقية من كوهناشهير قبل جنود أورميا بالقرب من شاراه حتى يصبح ظهر الآشوريين فارغًا من العدو.
في الساعة الثانية من منتصف الليل، حاصر مالك أوشانا من تخوما ومالك شمس الدين من تياري السفلى، وكان بحوزتهما مدفعان رشاشان، مدينة كوهناشهير. وضع راب خيلا داود وشليمون مالك إسماعيل مدفعًا على تلة مار يوحنان. وتمركز راب تريما لازار كاكو ديبت سامانو من تياري العليا بين الجيش في قرية كالاسار، بين خسرو آباد وديليمان، لحماية الجبهة من الجيش الإيراني، حتى لا يتمكنوا من الصعود ومساعدة الأكراد في كوهنا شهير. تُرك راب تريما دانيال مالك إسماعيل وراب تريما إسرائيل بيتيو من تخوما مع قواتهما في خسرو آباد، ليتم إرسالهما لمن يحتاج إلى الإنقاذ أكثر.
في الصباح، اندلعت المعركة حول الجزء غير المُتضرر من المدينة. بدأ الآشوريون إطلاق المدافع، ثم توقفوا لاحقًا بسبب تقدم الهجمات الآشورية نحو الداخل. بعد استسلام المدينة بأكملها، بلغ عدد القتلى من الآشوريين حوالي 71 شخصًا، بينما خسر الأكراد حوالي 500. بعد ذلك بوقت قصير، أُبلغ داود مار شمعون من قِبل حراس قمم الجبال بوصول قوات آشور من أورميا، وسرعان ما بدأت قوات أورميا بمعارك ضارية.
وكان سبب تأخر قوات أرومية هو الاصطدام بالأكراد في القرى على الطريق إلى كهناشير، وكان آغا بطرس قائد المعركة كلها مع مستشاريه مالك إسماعيل الثاني ومالك خوشابا.
في 16 مارس، بدأت قوات أرومية هجماتها على قلعة شاراه، وقاتل الأكراد بشراسة ولم يتوقع الآشوريون أن يتم تحصين هذا العدد الكبير من المتمردين في القلعة. في الصباح الباكر من اليوم التالي، أطلق الآشوريون مدافع من الجيش على الجانب الشمالي من شاراه. كان دانيال مالك إسماعيل يحرس الطريق المؤدي إلى خانة بري بينما كان أوو بن شمويل خان على الجانب الأيسر من أرومية وتمركز بالقرب من خانة بري وبالتالي أحاطوا بالقلعة. بعد ذلك بوقت قصير، بدأ الآشوريون في إطلاق المدافع والرشاشات ومدافع مكسيم والبنادق باتجاه القلعة وخنادق العدو. بعد ذلك بوقت قصير، أُمر دانيال مالك إسماعيل بالتخلي عن موقعه في خانة بري وأمره داود مار شمعون بعدم إرسال تعزيزات لحراسة الطريق. بعد ذلك بوقت قصير، دخلت القوات الآشورية خنادق الأكراد.

## العواقب
عندما رأى سمكو الآشوريين يمزقون قواته، بدأ في الذعر، فترك رجاله وفر هارباً عبر طريق خانه بري.
يقال إن النهر في شاراه كان أحمر بالكامل بسبب مقاتلي الشكاك القتلى.
تم نهب وسلب قلعة شاراه، حيث اكتشف الآشوريون أيضًا الأوراق المخفية التي تشير إلى مقتل مار شمعون. الآشوريون، الذين ما زالوا يسعون إلى الانتقام، قاموا لاحقًا بقتل 500 لاجئ كردي في مدينة أرومية.
تم القبض على والدة سمكو وابنة أخته ونقلهما إلى أرومية.
دمر الآشوريون 150 قرية كردية.

## أنظر أيضا
الآشوريون
الأكراد
الحرب العالمية الأولى
ثورة سيمكو شيكاك